# Malvína Friedmannová-Fantová
Malvína Friedmannová-Fantová (1. března 1917 Cejkov, Rakousko-Uhersko – 2013 Naharija, Izrael) byla příslušnice Rudé armády a československých pozemních jednotek na východní frontě v letech 1941–1945. Po německé okupaci Čech, Moravy a Slezska v roce 1939 odešla do Polska a následně Sovětského svazu. Po napadení SSSR vstoupila jako zdravotnice do Rudé armády a posléze se stala první ženskou příslušnicí vznikajícího 1. čs. samost. polního praporu. Jako velitelka zdravotní hlídky se účastnila prvního nasazení čs. jednotek v SSSR v bitvě u Sokolova. Za výjimečnou statečnost jí byl jako první československé ženě udělen sovětský Řád rudé hvězdy a současně Československý válečný kříž 1939. Zdravotnicí čs. jednotek byla až do konce války, přičemž se účastnila také Karpatsko-dukelské operace a osvobození Ostravy. Po válce žila v Praze, ale roku 1948 odešla do Izraele a stala se velitelkou zdravotnické čety organizace Hagana. V Izraeli pak žila až do své smrti.

## Mládí
Malvína Friedmannová se narodila 1. března 1917 v Čekově v okrese Trebišov. Byla židovského původu. Přihlásila se k maďarské národnosti. Vystudovala čtyřletou měšťanku s maďarským vyučovacím jazykem a po absolvování zdravotních kurzů Československého červeného kříže pracovala jako zdravotní sestra v Benešově.

## Druhá světové válka
Zlom v životě Malvíny Friedmannové nastal po německé okupaci Československa. V létě roku 1939 odešla do Polska. Vypuknutí druhé světové války ji zastihlo v Katovicích. Se skupinou čs. emigrantů odešla do Rovna, které bylo od roku 1939 součástí Sovětského svazu (Ukrajinské SSR). Aby získala statut politického uprchlíka, formálně se provdala za příslušníka Rudé armády Andreje Kaboše. V SSSR pracovala jako zdravotní sestra v nemocnicích ve Stalingradské oblasti. Po přepadení SSSR německou armádou se stala zdravotnicí v lazaretech Rudé armády. Na podzim 1941 byla evakuována do Kustanay v Kazachstánu. Počátkem roku 1942 se v Buzuluku začala formovat československá vojenská jednotka, do které Malvína Friedmannová narukovala 11. února 1942 jako zdravotnice. Stala se tak první ženou ve vojenské jednotce v Buzuluku. Po absolvování základního a polního výcviku se věnovala výcviku ošetřovatelek.
V březnu 1943 se jako velitelka zdravotní hlídky 1. roty 1. čs. samostatného polního praporu účastnila bitvy u Sokolova. Společně s vojáky 1. roty kapitána Otakara Jaroše byla v těžké palbě v první linii, přičemž z boje vynesla desítky raněných vojáků a v kritické chvíli se neváhala bránit pomocí samopalu. Za projevenou statečnost jí byl jako první československé ženě udělen sovětský Řád rudé hvězdy a současně Československý válečný kříž 1939. V roce 1943 byla příslušnicí zdravotní roty 1. čs. samostatné brigády. V letech 1944–1945 patřila ke zdravotnímu praporu 3. čs. samostatné brigády, se kterým účastnila osvobození Československa, včetně Karpatsko-dukelské operace a osvobození Ostravy. Ještě během války se Malvína Fantová rozvedla. Poté se provdala za Kurta Fantu (rodným jménem Kurt Frucht), který byl také příslušníkem čs. vojenské jednotky v SSSR.

## Život po válce
Po válce se Fantovi usadili v Praze. Malvína Fantová vystudovala dvouletou zdravotní školu Československého červeného kříže a až do srpna 1948 pracovala v Ústřední vojenské nemocnici v Praze. Oba přitom byli důstojníky československé armády. Sama Malvína Fantová dosáhla hodnosti kapitána zdravotnictva.

## Odchod od Izraele
V létě 1948 se manželé Fantovi přihlásili do židovské brigády, která v té době procházela výcvikem ve vojenském újezdu Libavá. V prosinci s brigádou odjeli do Izraele, aby se zapojili do probíhající války za nezávislost. Malvína Fantová se stala velitelkou zdravotnické čety organizace Hagana. Plánovali, že se po válce vrátí do Československa, nakonec se ale usadili v Haifě. Malvína Fantová pracovala v tamní nemocnici. Po smrti manžela v roce 1984 se přestěhovala do Naharije. Zemřela roku 2013.

## V umění
Ve filmové trilogii Otakara Vávry Dny zrady (1973), Sokolovo (1974) a Osvobození Prahy (1977) vystupuje fiktivní hrdinka Anka Kadlecová (Renáta Doleželová), jejímž předobrazem byla právě Malvína Friedmannová. Z politických důvodů bylo změněno její jméno a zamlčena židovská národnost, která byla nahrazena identitou české vlastenky z dělnické komunistické rodiny.

## Vyznamenání[1]
- Řád rudé hvězdy (1943),
- Československý válečný kříž 1939 (1943)
- Československá medaile za zásluhy I. stupně (1944)
- Sokolovská pamětní medaile (1948)
- Za zásluhy o Československou armádu I. stupně (1990)